# Torre de Aires
La torre de Aires, torre d'Aires o torre de Aires Gonçalves es una atalaya ubicada en Tavira (Portugal). Formó parte del sistema de defensa marítimo del Reino de Portugal. Su función era vigilar la laguna de Ria Formosa. Da nombre al lugar habitado que hay a su alrededor.